# Liste des épisodes de Souvenirs de Gravity Falls

Cet article présente la liste des épisodes de Souvenirs de Gravity Falls.

## Panorama des saisons
| Saison | Saison | Épisodes | Diffusion originale                                   | Diffusion originale | Diffusion française                                       | Diffusion française |
| Saison | Saison | Épisodes | Début de saison                                       | Fin de saison       | Début de saison                                           | Fin de saison       |
| ------ | ------ | -------- | ----------------------------------------------------- | ------------------- | --------------------------------------------------------- | ------------------- |
|        | 1      | 20       | 15 juin 2012 (avant-première) 29 juin 2012 (première) | 2 août 2013         | 29 août 2012 (avant-première) 5 septembre 2012 (première) | 9 octobre 2013      |
|        | 2      | 21       | 1er août 2014                                         | 15 février 2016     | 18 octobre 2014                                           | 28 avril 2016       |

## Saison 1 (2012-2013)
1. Le Zombie de ma sœur (Tourist Trapped)
2. La Légende du Gloutosaure (The Legend of the Gobblewonker)
3. Le Musée de cire (Headhunters)
4. Dans les griffes du Devin (The Hand That Rocks the Mabel)
5. La Supérette fantôme (The Inconveniencing)
6. Question de virilité (Dipper vs. Manliness)
7. L'Armée de Dipper (Double Dipper)
8. Complot pour les idiots (Irrational Treasure)
9. Le Gardien du temps (The Time Traveler's Pig)
10. Un jeu plus vrai que nature (Fight Fighters)
11. Un petit problème (Little Dipper)
12. Un drôle d'Halloween (Summerween)
13. Mabel aux commandes (Boss Mabel)
14. Un puits d'histoires (Bottomless Pit!)
15. En eaux profondes (The Deep End)
16. Tout sur le tapis (Carpet Diem)
17. Mes idoles sont des clones ! (Boyz Crazy)
18. Un petit groin de paradis (Land Before Swine)
19. Quand Gidéon passe.. (Dreamscaperers)
20. Le Mystery Shack trépasse (Gideon Rises)

## Saison 2 (2014-2016)
Le 29 juillet 2013, la deuxième saison a été annoncée. En mars 2014, la première a été annoncée pour l'été 2014. Le 14 juin 2014, la date de la première du 1er août 2014 a été confirmée.
Le dernier épisode, « Weirdmageddon III », est l'épisode qui conclut la série et a une durée d'un double épisode. Cependant, pour les rediffusions US et les diffusions hors USA, l'épisode a été scindé en deux avec d'une part « Weirdmageddon III : Take Back The Falls » et la dernière partie « Weirdmageddon 4: Somewhere in the Woods »[réf. nécessaire] .
Concernant la version française, les 4 derniers épisodes seront diffusés sur la chaîne Disney XD le mercredi 27 avril 2016 et le jeudi 28 avril 2016 à 17:45 et 18:10. Ils seront également diffusés le samedi 30 avril 2016 à la suite de 09:00 à 10:40 sur Disney XD.
1. La soirée karaoké (Scaryoke)
2. Mystère sous Terre (Into the Bunker)
3. Mini Golf, Maxi Teignes (The Golf War)
4. Roméo et Chaussettes (Sock Opera)
5. Un Amour Virtuel (Soos and the Real Girl)
6. La petite boutique de souvenirs des horreurs (Little Gift Shop of Horrors)
7. La société de l’œil immaculé  (Society of the Blind Eye)
8. Gladiateurs du Futur (Blendin's Game)
9. Le philtre d'amour (The Love God)
10. Le Fantôme des Northwest (Northwest Mansion Mystery)
11. Qui est oncle Stan ? (Not What He Seems)
12. Le secret de Stan (A Tale of Two Stans)
13. Joueurs compulsifs (Dungeons, Dungeons, & More Dungeons)
14. Votez Stan ! (The Stanchurian Candidate)
15. La dernière Mabelicorne (The Last Mabelcorn)
16. Voyage et séduction (Roadside Attraction)
17. Dipper et Mabel contre l'avenir (Dipper and Mabel vs The Future)
18. Il faut sauver Mabel (Weirdmageddon part I : You must save Mabel)
19. Imaginaire contre réalité (Weirdmageddon II : Escape From Reality)
20. Conquête et Reconquête (Weirdmageddon III : Take Back The Falls)
21. Confrontation finale (Weirdmageddon IV : Somewhere in the Woods)